# Константинов, Дмитрий Георгиевич
Дмитрий Георгиевич Константинов (рум. Dmitrii Constantinov; род. 5 декабря 1952, Комрат, Молдавская ССР, СССР) — молдавский политик и бизнесмен гагаузского происхождения. Действующий председатель Народного Собрания Гагаузии.

## Биография
Родился 5 декабря 1952 года в Комрате. Обучался в Комратском сельскохозяйственном техникуме, а затем в Киевской
сельскохозяйственной академии.
По профессии зооинженер. Руководил несколькими животноводческими предприятиями и компаниями SA Aydın, Ayna, SRL «Komvinkom», SRL «Moldplugvin». Был депутатом Народного Собрания Гагаузии (НСГ) с 1995 по 1999 год и избирался на новый срок с 2012 по 2016 год.
Был избран в третьем туре голосованием 20 из 24 депутатов НСГ, принявших участие в заседании. Его оппонент Фёдор Гагауз получил всего один голос. В первом туре боролись три кандидата — Фёдор Гагауз, лидер движения «Единая Гагаузия»; Дмитрий Константинов, которого также поддерживало движение «Новая Гагаузия»; и прокурор Гагаузии Георгий Лейчу. Ни один из них не набрал 18 голосов, необходимых для избрания председателем НСГ. В результате был организован второй тур с участием Дмитрия Константинова, получившего 17 голосов, а Фёдора Гагауза — ни одного.

## Награды
- Почётная грамота Совета МПА СНГ (19 мая 2016 года, Межпарламентская ассамблея СНГ) — за активное участие в деятельности Межпарламентской Ассамблеи и её органов, вклад в укрепление дружбы между народами государств — участников Содружества Независимых Государств[7].